# Trabáu
Trabáu ist ein Parroquia und gleichzeitig dessen Hauptort in der autonomen Region Asturien im Norden Spaniens in der Gemeinde Degaña.

Die 36 Einwohner (2011) leben in einem Dorf auf einer Fläche von 11,94 km2
 in einer Höhe von 1221 m über NN.

## Verkehrsanbindung
- Nächster internationaler Flugplatz: Flughafen León.
- Haltestellen der FEVE sind in jedem Ort.

## Wirtschaft
Seit alters her ist die Landwirtschaft – und besonders die Viehwirtschaft mit all ihren Nebenbetrieben wie Molkereien, Käsereien usw. – die Haupteinnahmequelle der Gemeinde. Der größte Arbeitgeber ist noch heute der Bergbau, welcher speziell im benachbarten Villablino noch heute größere Minen betreibt. Das Dienstleistungsgewerbe mit der Tourismusindustrie ist auch hier die Sparte mit dem größten Wachstum.

## Ortschaften
- El Cachiqueiru
- A Calecha
- El Camín da Brigüeña
- As Cancieḷḷas
- El Fondu'l Ḷḷugar
- A Fonte
- A Peralsestu
- El Picaviḷḷa
- El Rincón
- El Treḷḷafonte
- El Corralín
- El Corralín d'Abaxu
- El Corralín d'Arriba

## Sehenswürdigkeiten
- Kirche San Luis in Trabáu

## Feste und Feiern
- 19. August – Feria de San Luis in Trabáu